# Lucía Etxebarría
Lucía Etxebarria de Asteinza (Valência, 7 de dezembro de 1966) é uma escritora espanhola.
A sua família vem de Euskadi (Bermeo) e é uma das escritoras espanholas mais importantes nos dias de hoje.
Depois de diversos trabalhos e formar-se en filologia inglesa, publicou o seu primeiro livro Aguanta Esto (1996), biografia de Courtney Love.
Graças a Ana María Matute, pôde publicar o seu primeiro romance Beatriz y los cuerpos celestes.
No final de 2011, Lucía anunciou em seu Facebook, que abandonaria a carreira de escritora, devido à pirataria.

## Prêmios
- 1998 - Prémio Nadal, Beatriz y los cuerpos celestes.
- 2001 - Prémio Primavera, De todo lo visible y lo invisible
- 2004 - Prémio Planeta, Un milagro en equilibrio

## Obra

### Romance
- Amor, curiosidad, prozac y dudas (1997).
- Beatriz y los cuerpos celestes (1998).
- Nosotras que no somos como las demás (1999).
- De todo lo visible y lo invisible (2001).
- Una historia de amor como otra cualquiera (2003).
- Un milagro en equilibrio (2004).
- Cosmofobia (2007).
- Lo verdadero es un momento de lo falso (2010).

### Poesia
- Estación de infierno (2001).
- Actos de amor y placer (2004).

### Ensaio
- La historia de Kurt y Courtney: aguanta esto (1996).
- A Eva Futura - no original La Eva futura. La letra futura (2000).
- En brazos de la mujer fetiche (2002), com Sonia Núñez Puente.
- Courtney y yo (2004).
- Ya no sufro por amor (2005).
- El club de las malas madres (2009), com Goyo Bustos

### Script
- Sobreviviré (1999).
- Amor, curiosidad, prozac y dudas (2001).
- La mujer de mi vida (2001).
- I love you baby (2001).

### Outros
- La vida por delante: voces desde y hacia Palestina (2005).